# Siège d'Yverdon (1476)
Guerres de Bourgogne
Batailles
Héricourt - La Planta -  Nancy (1475) - Yverdon - Grandson -  Morat  - Nancy (1477)
Le siège d'Yverdon est une victoire remportée le 13 janvier 1476 par l'armée bourguignonne et savoyarde du comte de Romont sur les troupes de Berne et de Fribourg, dans le cadre des guerres de Bourgogne.

## Contexte

### Politiques expansionnistes suisses et bourguignonnes

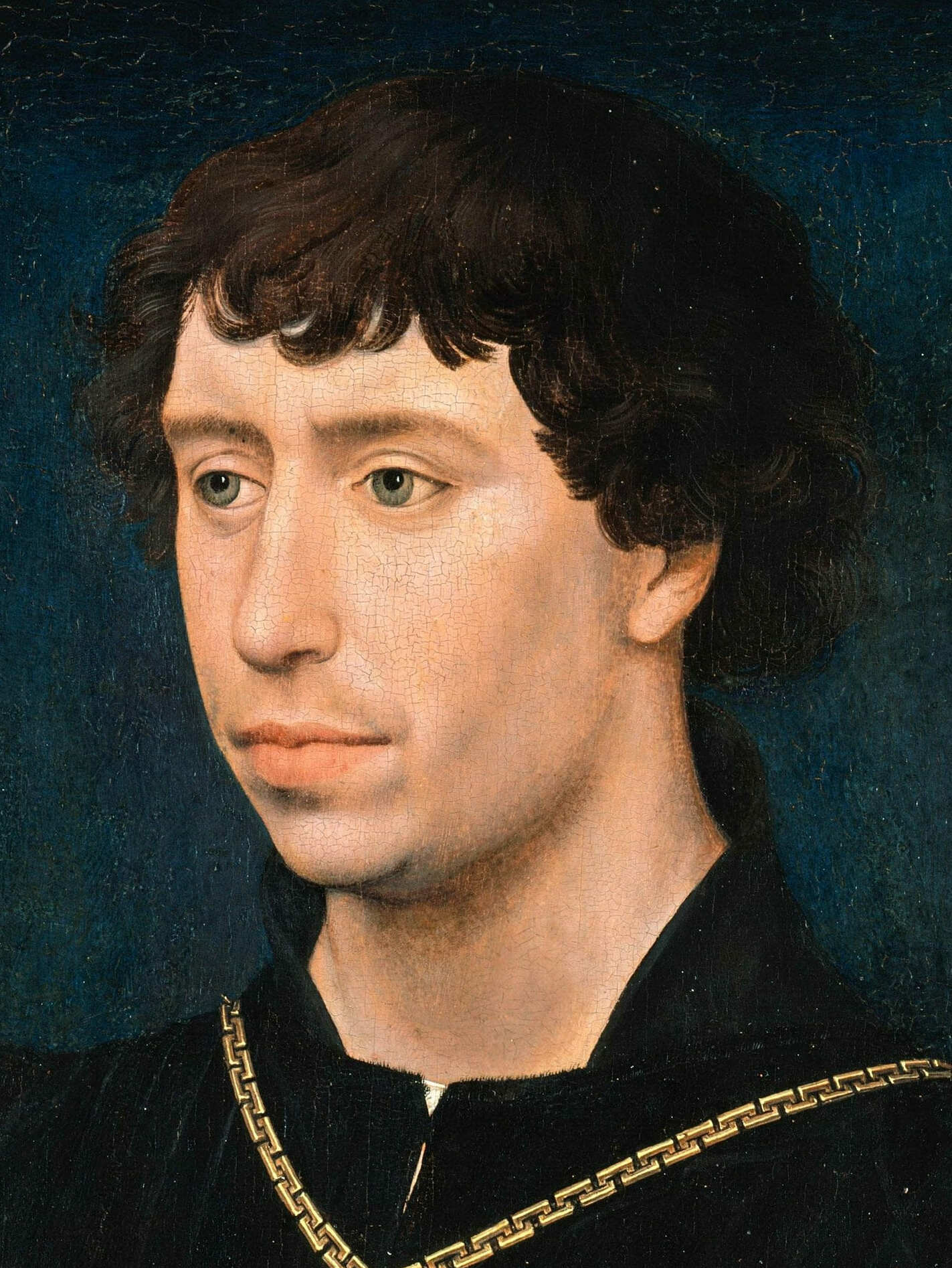
Peinture représentant Charles le Téméraire

Charles le Téméraire cherche rassembler ses différents états par la création d'un grand royaume rhénan. Pour parvenir à ses fins, il tente de contenir l'influence française du roi Louis XI, ménager les puissances à ses frontières - comme l'Alsace, la Lorraine ou les confédérés suisses - et s'allier les électeurs germaniques.
Pour les différents cantons suisses, même s'ils ne sont pas directement menacés, les visées expansionnistes de l'état de Bourgogne sont perçues comme une menace géopolitique et économique, à l'instar des velléités des Habsbourg à l'est de leur territoire. Par ailleurs, les cantons les plus puissants, à l'exemple de Berne, souhaitent eux aussi mettre en œuvre une politique expansionniste qui se heurte frontalement avec celle des ducs de Bourgogne. Les Bernois cherchent ainsi à prendre le contrôle de l'intégralité du pays de Vaud pour obtenir un débouché sur le lac Léman et ont également des vues sur les salines franc-comtoises, gage de richesses importantes. Charles se rapproche de l'empereur Frédéric III dans le but de marier sa fille, la princesse Marie de Bourgogne, au fils de celui-ci, Maximilien.

### Les guerres de Bourgogne
À partir de 1474, l'Alsace se soulève dans un mouvement de protestations face aux actions du landvogt Hagenbach, et donc contre la domination bourguignonne. Les villes de Thann ou de Brisach entrent ainsi en rébellion ouverte et résistent aux manœuvres militaires du landvogt qui tente de soumettre par la force les cités récalcitrantes. Au printemps, les troubles atteignent leur paroxysme et poussent l'armée de Sigismond à reprendre position en Alsace. Hagenbach est arrêté et condamné à mort après un procès expéditif. Son exécution pousse Charles le Téméraire à réagir. Il confie près de 8000 soldats au frère de Hagenbach et lui ordonne de punir les villes alsaciennes. Les mois suivants, les troupes bourguignonnes ravagent les campagnes sans que ni les Autrichiens ni les confédérés n'osent intervenir et risquer de voir l'entièreté de l'armée bourguignonne mobilisée sur ce front sans que les Français ne viennent à leur soutien.
Toutefois, à l'été 1474, le duc de Bourgogne doit mobiliser son armée dans le cadre d'un conflit entourant l'épiscopat de Cologne. Il décide d'assiéger la ville de Neuss mais sa position s'enlise. Profitant de l'immobilisation des troupes bourguignonnes et du soutien de Louis XI, les confédérés lancent alors plusieurs opérations militaires en Bourgogne, mal défendues par des troupes en nombre trop faible, pendant que le duché de Lorraine rejoint la Basse union et menace Charles le Téméraire.

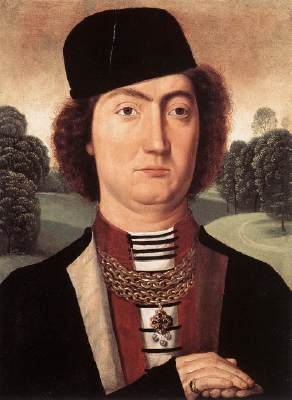
Portrait de Jacques de Savoie, comte de Romont et allié de Charles le Téméraire durant le conflit (vers 1475, Hans Memling)

Dès l'automne 1474 les Suisses, aidés des Alsaciens commencent leurs incursions dans le comté de Bourgogne. Ils incendient L'Isle sur le Doubs, Saulnot et ses Salines, attaquent Héricourt et y battent l'armée bourguignonne le 13 novembre. L'année suivante, ils dévastent le Haut-Doubs incendiant tout sur leur passage. Ils prennent notamment Pontarlier et Jougne et y massacrent leurs garnisons.
Parvenant au début de l'année 1475 à faire cesser le siège infructueux de Neuss, Charles lance alors ses troupes en Lorraine et prend Nancy. Durant cette période, il mesure également l'importance prise par la Confédération des VIII cantons dans la déstabilisation de ses actions. Pendant ce temps, à l'automne 1475, les troupes bernoises et fribourgeoises appuyées par des Soleurois et des Zurichois attaquent les positions de Jacques de Savoie, comte de Romont et allié des Bourguignons, dans le pays de Vaud. Les soldats suisses saccagent les campagnes et les villes vaudoises durant plusieurs mois sans que le comte parvienne à les stopper. A Morat, Yverdon et Romont des massacres sont perpétrés comme notamment à Estavayer ou les vaincus sont noyés dans le lac. Genève et Lausanne échappent au massacre en versant des rançons colossales. Le pays de Vaud est ruiné et exsangue. Durant cette campagne, les confédérés et leurs alliés s'emparent de plusieurs villes d'importance stratégique (comme Jougne, Orbe, Yverdon, Payerne et Grandson) et y installent des garnisons afin de contrôler les voies de communication. Immobilisé plusieurs mois par la guerre en Lorraine, Charles le Téméraire ne peut immédiatement porter secours à son allié et doit attendre la fin des opérations, marquée par l'armistice de Souleuvre entre lui et Louis XI au mois de septembre 1475, pour pouvoir envoyer son armée vers le pays de Vaud et soutenir les troupes savoyardes.

## Le siège
Résolu à rétablir les possessions de Jacques de Savoie et à limiter l'influence future des confédérés dans ses affaires, le duc de Bourgogne arrive sur place avec son armée au cours du mois de janvier 1476. Épuisée et démoralisée par les exactions des semaines passées, la population vaudoise accueille très favorablement l'armée bourguignonne.
Le comte de Romont à la tête d'une avant-garde de 1200 hommes savoyards et bourguignons, passe la frontière à Jougne qui vient d'être évacué à la hâte par les Bernois et passe à l'attaque d'Orbe. Après une résistance purement symbolique, les troupes bernoises abandonnent la ville après l'avoir incendié et se replient sur Yverdon. Le comte de Romont poursuit les bernois et met le siège devant Yverdon le 12 janvier. La population de la cité, excédée par l'occupation bernoise, envoie secrètement une délégation aux bourguignons pour convenir d'un moment ou ces derniers pourraient être introduit dans la cité à la barbe des Bernois. Dans la nuit du 12 au 13 janvier les bourguignons s'introduisent par une zone des remparts contigus à deux maisons et se répandent dans la ville au cris de "Ville gagnée, Bourgogne! Bourgogne!". Un féroce combat de rue s'engage. Malgré de faibles pertes les bernois battent en retraite sur le château d'Yverdon. Le comte de Romont fait investir le château et intime l'ordre aux Bernois de déposer les armes, ce qu'ils refusent. Bourguignons et Savoyards remplissent les fossés de bois et de paille et y mettent le feu. De leur côté les Bernois démolissent des fours et jettent les briques sur les assaillants. Alors que les portes en flammes allaient céder, les Bernois menés par leur capitaine Hans Muller, chargent les Bourguignons pris au dépourvu. Le comte de Romont est blessé au cours de l'engagement. Vraisemblablement au cours de cette sortie un détachement Fribourgeois de 80 hommes dirigé par le capitaine Hans Larv, pénètre dans la ville pour prêter main-forte aux Bernois. Bourguignons et Savoyards pensant que c'était l'armée suisse qui arrivait au grand complet, évacuent le centre-ville.
Hans Muller sait qu'une fois l'incompréhension des Bourguignons passée, sa position précaire sera intenable dans la durée et décide de battre en retraite sur Grandson pour se rapprocher des futurs renforts suisses. Yverdon est alors livrée alors au pillage. Emportant de la cité tout ce qu'ils pouvaient emmener avec eux, ils incendient la cité qu'ils évacuent entièrement avant le levé du jour.

## Conséquences
L'incendie de la ville plonge les habitants d'Yverdon dans une grande précarité et ceux se verront incapable de payer les impôts dans les années qui viendront tant les dégâts seront grands. Une grande partie de la population se refugiera à Orbe ou elle réservera un accueil triomphale au duc de Bourgogne.
Jacques de Romont peut quant à lui reprendre la conquête du pays de Vaud qu'il achève en moins de 15 jours. Il reprend Payerne, Estavayer, Morat avec bien souvent le concours décisif de la population. Seul Grandson reste à reconquérir ca sera la tache de l'armée bourguignonne enfin arrivée avec Charles le Téméraire à sa tête.